# Fishguard
Fishguard (en anglais) ou Abergwaun (en gallois) est une petite ville côtière du Pembrokeshire, au pays de Galles.

## Toponymie
Le nom anglais de la ville, Fishguard, est d'origine norroise. Il fait référence à un bassin (garðr, littéralement un terrain clos) utilisé pour attraper ou retenir des poissons (fiskr). Il est attesté pour la première fois en 1200 sous la forme Fissigart.
Son nom gallois, Abergwaun, renvoie à sa situation géographique à l'embouchure (aber) du fleuve Gwaun (en).

## Géographie

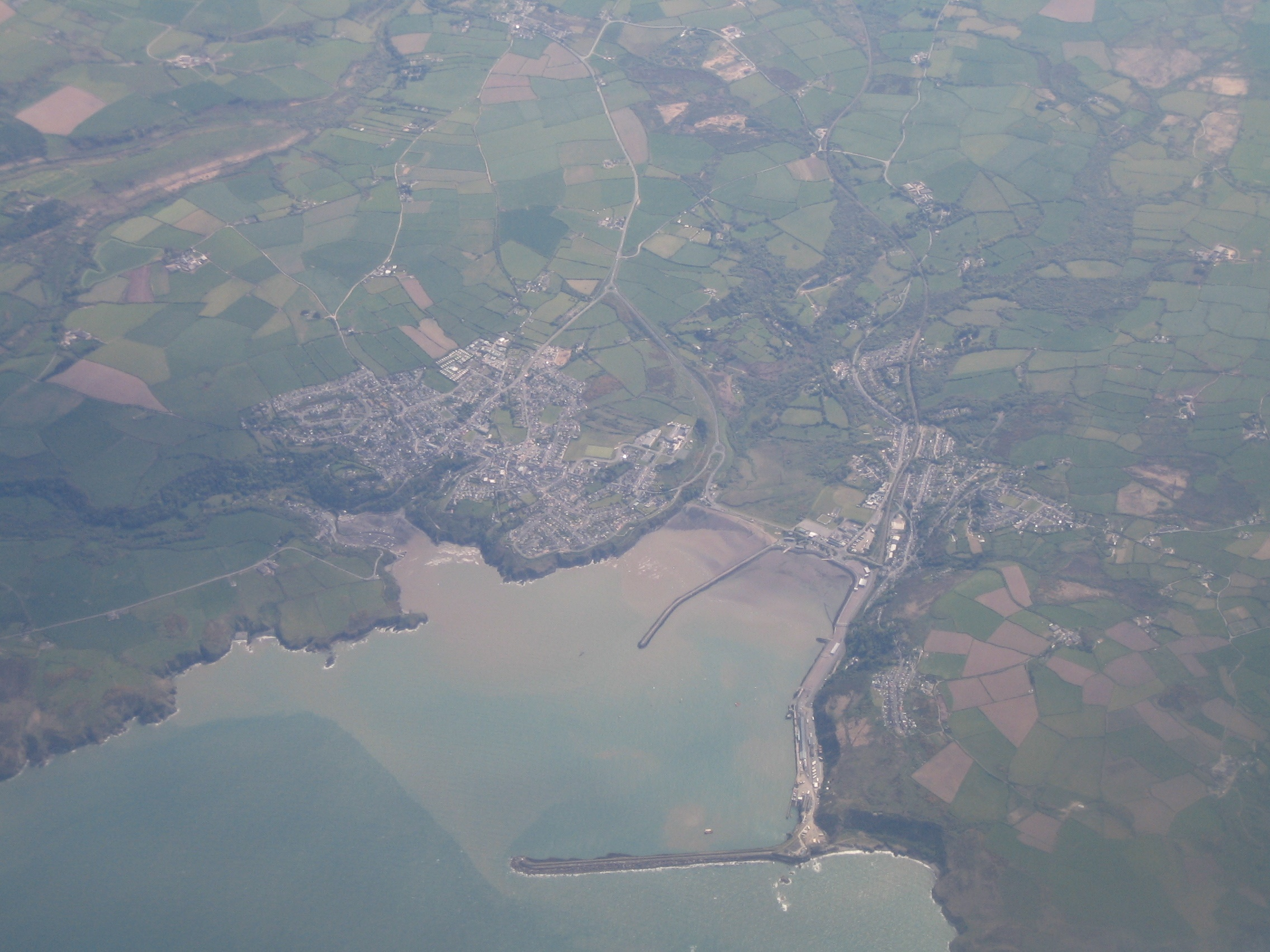
Vue aérienne de la baie de Fishguard.

Fishguard est située dans le nord-est du Pembrokeshire, sur le littoral de la baie de Cardigan, au bord de la petite baie de Fishguard dans laquelle se jette la Gwaun (en). Le chef-lieu du comté, Haverfordwest, est situé à 25 km au sud.
La ville est à l'extrémité occidentale de la route A40 (en), axe routier majeur qui traverse le pays de Galles méridional et les Midlands anglais jusqu'à Londres. Elle possède deux gares sur sur une branche de la West Wales line (en) : Fishguard and Goodwick (en) et le terminus de Fishguard Harbour (en). Fishguard est aussi un port d'embarquement vers l'Irlande grâce à une liaison de ferry vers Rosslare Europort.
Administrativement, Fishguard forme la communauté de Fishguard and Goodwick avec la ville voisine de Goodwick, à l'ouest.

## Histoire
Pendant la guerre de la première coalition, les alentours de Fishguard sont en février 1797 le théâtre d'un débarquement de troupes irrégulières françaises. Cette bataille de Fishguard, qui se solde en l'espace de trois jours par la reddition des forces françaises, constitue la dernière tentative de débarquement de forces hostiles sur le sol de la Grande-Bretagne.
En 1894, la paroisse ancestrale de Fishguard est intégrée au nouveau district rural de Haverfordwest (en). Elle en est détachée en 1907 avec la création du district urbain de Fishguard, qui couvre uniquement la moitié septentrionale de l'ancienne paroisse (Fishguard North), l'autre moitié (Fishguard South) restant partie du district rural de Haverfordwest. Le district urbain de Fishguard devient le district urbain de Fishguard and Goodwick en 1934 avec l'annexion de la ville voisine de Goodwick. Il donne naissance à l'actuelle communauté de Fishguard and Goodwick en 1974, lorsque les districts urbains sont abolis en vertu du Local Government Act 1972.

## Politique
Pour les élections locales, l'agglomération de Fishguard est divisée entre deux wards (districts électoraux), Fishguard North East et Fishguard North West, qui élisent chacun un des 60 membres du conseil de comté du Pembrokeshire (en). Lors des élections locales de 2022, le candidat travailliste Jordan Paul Ryan est élu à Fishguard North East, tandis que l'indépendant Pat Davies remporte sans opposition le siège de Fishguard North West.
Pour les élections à la Chambre des communes, Fishguard appartient à la circonscription de Ceredigion Preseli depuis les élections générales de 2024.
Pour les élections au Parlement gallois, Fishguard est rattachée à la circonscription de Preseli Pembrokeshire.

## Démographie
Au recensement de 2011, la « zone construite » (built-up area) de Fishguard, telle que définie par l'Office for National Statistics (ONS), comptait 3 419 habitants.

## Culture locale et patrimoine
La communauté de Fishguard and Goodwick comprend plus de 150 monuments classés, mais elle n'en compte que deux de grade II*, correspondant aux « édifices particulièrement importants ou d'un intérêt spécial », qui se trouvent tous deux à Fishguard : la chapelle baptiste de Hermon, construite en 1832 sur le site d'une chapelle de 1776, et le manoir de Plas Glyn-y-Mel, construit entre 1797 et 1799 pour l'historien gallois Richard Fenton (en) à quelques kilomètres à l'est de la ville.

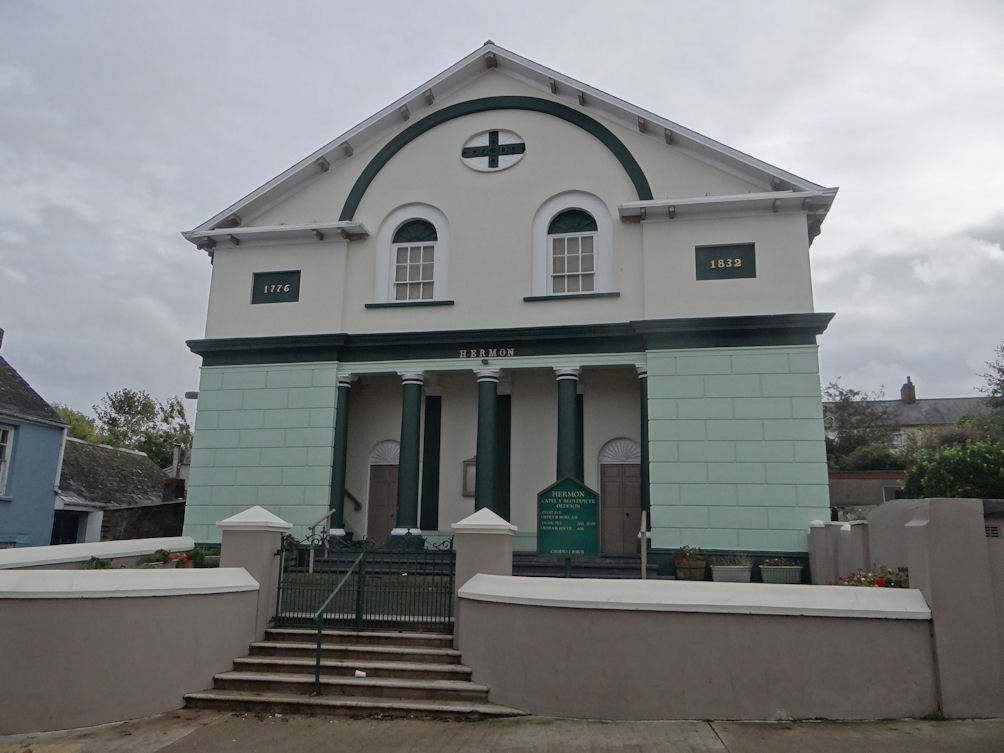
La chapelle baptiste de Hermon.
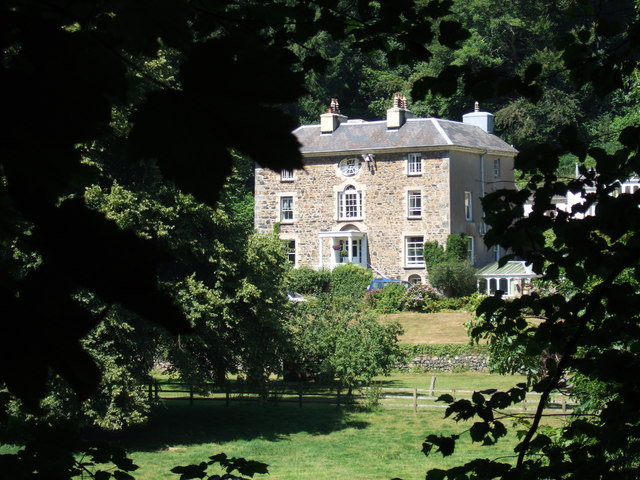
Plas Glyn-y-Mel.